# چله تموز

جشن چله تموز یا چله تابستان نوعی جشن کشاورزی است که به ایزد تیشتر، خدای باران و کشاورزی، وابسته است.
این جشن یکی از روزهای آیینی و به‌جا مانده از دوران بسیار کهن در جغرافیای ایران بزرگ است که ریشه تاریخی آن به‌طور دقیق مشخص نیست. چله تموز با اسطوره‌های دوره مهری و سومری پیوند داشته و در گاهشماری کهن ایرانی گرم‌ترین ماه سال را شامل می‌شود و با بلندترین روز سال مرتبط است.
چله تموز، که با نام «چله بزرگ» نیز شناخته می‌شود، یکی از جشن‌های ایرانی بوده که اکنون تقریبا به دست فراموشی سپرده شده است. این جشن در جنوب خراسان همچنان گرامی داشته می‌شود، جایی که طولانی‌ترین روز سال را جشن می‌گیرند. دوره چلهٔ تموز از حدود اول تیرماه آغاز شده و تا دهم مردادماه ادامه می‌یافته است. این چهل روز با طولانی‌ترین روز سال شروع می‌شده و به‌ویژه روز یا هفته نخست تیرماه را گرامی می‌داشتند.
ماه تموز در تقویم گریگوری و تقویم سریانی تقریباً با دهم مردادماه انطباق دارد و نشانگر پیوند این جشن با زمان‌بندی و آیین‌های باستانی مرتبط با کشاورزی و تغییرات فصلی است.

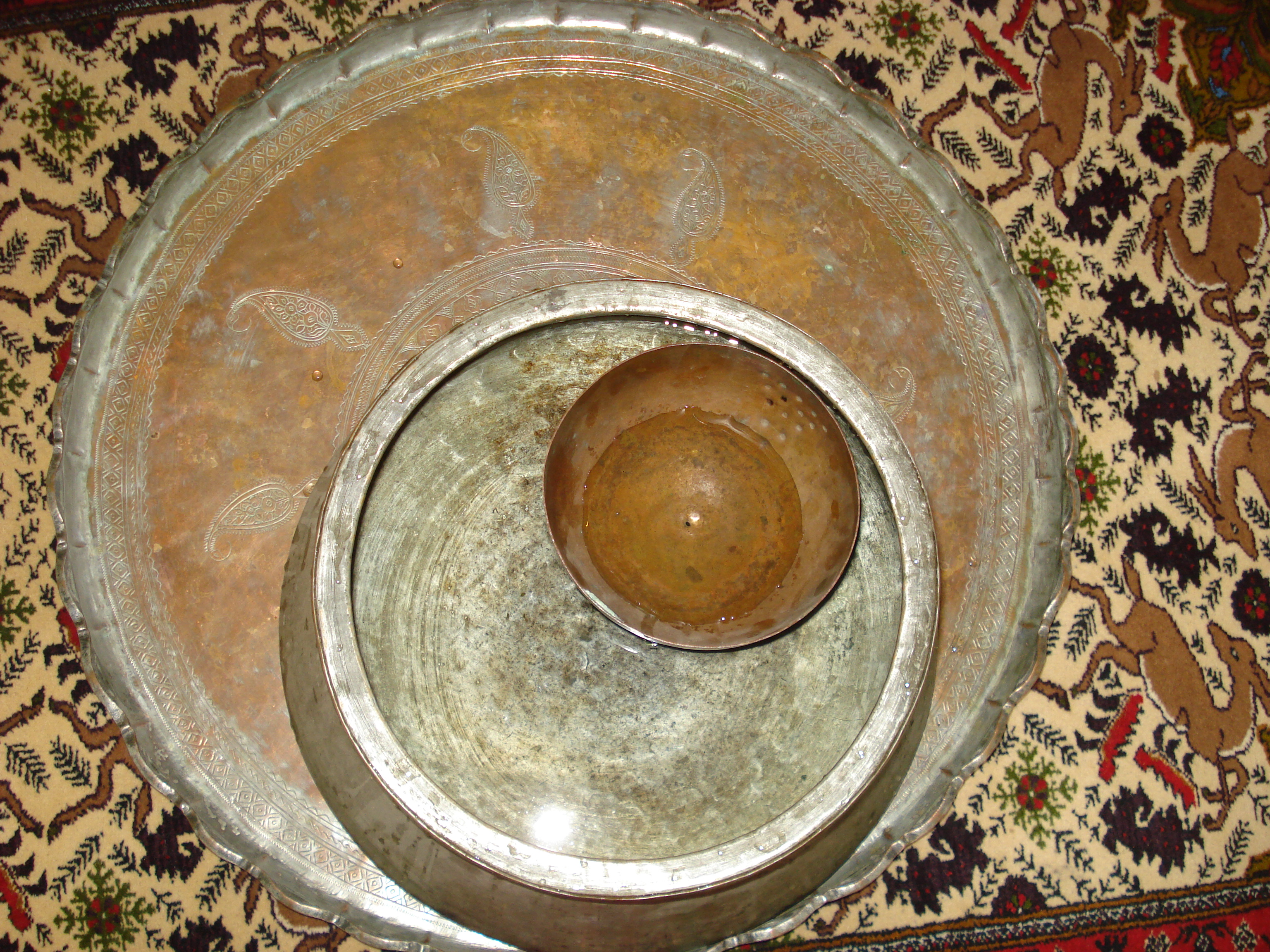
ساعت آبی پنگان

## طولانی‌ترین روز سال و روز دماوند
معمولاً روز اول تیرماه  (۲۱ ژوئن) طولانی‌ترین روز سال در نیم‌کرهٔ شمالی زمین است، زیرا در این روز خورشید، نسبت به روزهای گذشته، به اندازهٔ بخشی از ثانیه بیشتر در آسمان باقی می‌ماند و روز را طولانی‌تر می‌کند. دماوند در سال 1387 ثبت ملی شده است و از آن زمان عده ای روز اول تیر یعنی طولانی ترین روز سال و بعضی نیز روز سیزده تیر را روز ملی دماوند نام گذاری کرده اند. علت این چند روز اختلاف این است که در بعضی مناطق  برگزاری جشن تیرگان یا نیلوفر در اول تیر و بعضی سوم و دیگران سیزدهم تیر را معرفی و برگزار می کنند که البته در زمانهای قدیم اختلاف در تعیین دقیق روزهابا ابزار قدیمی امری عادی بوده است. اما امروزه بزرگترین روز سال همواره با اول تیر برابری می کند . پس بهتر است که جشن های تیرگان و روز دماوند را در سراسر کشور با استاندارد یکسان و در اول تیر مبنا قرار دهیم
طولانی ترین روز سال 
به دلیل اینکه سیارهٔ زمین حول محور خود با درجهٔ ۲۳٫۵ در حرکت است، طی روزی خاص از سال و با به حداقل رسیدن فاصلهٔ منطقهٔ قطبی با خورشید این پدیده که به انقلاب تابستانی نیز شهرت دارد رخ می‌دهد این پدیده برای گذشتگان ایران نیز شناخته شده بوده‌است در ایران جشن نیلوفر یا چله تموز با این پدیده ارتباط داشته‌است و در کهن زمان علی‌رغم اینکه ابزارهای دقیق سنجش زمان وجود نداشت و از چارطاقی‌ها و خانهٔ فنجان یا ساعت آبی و گاهی از ساعت آفتابی استفاده می‌شد اما با همین ابزارهای ساده هم پدیده‌های خورشیدی مانند طولانی‌ترین روز کوتاه‌ترین روز و روزهای اعتدالی یا همسان مانند روز نوروز را با کمی اختلاف تعیین می‌کردند. ۴ قرن پیش از تولد مسیح برای این روز تقویمی طراحی کرده بودند که با استفاده از نور خورشید زمان دقیق آن مشخص می‌شد.

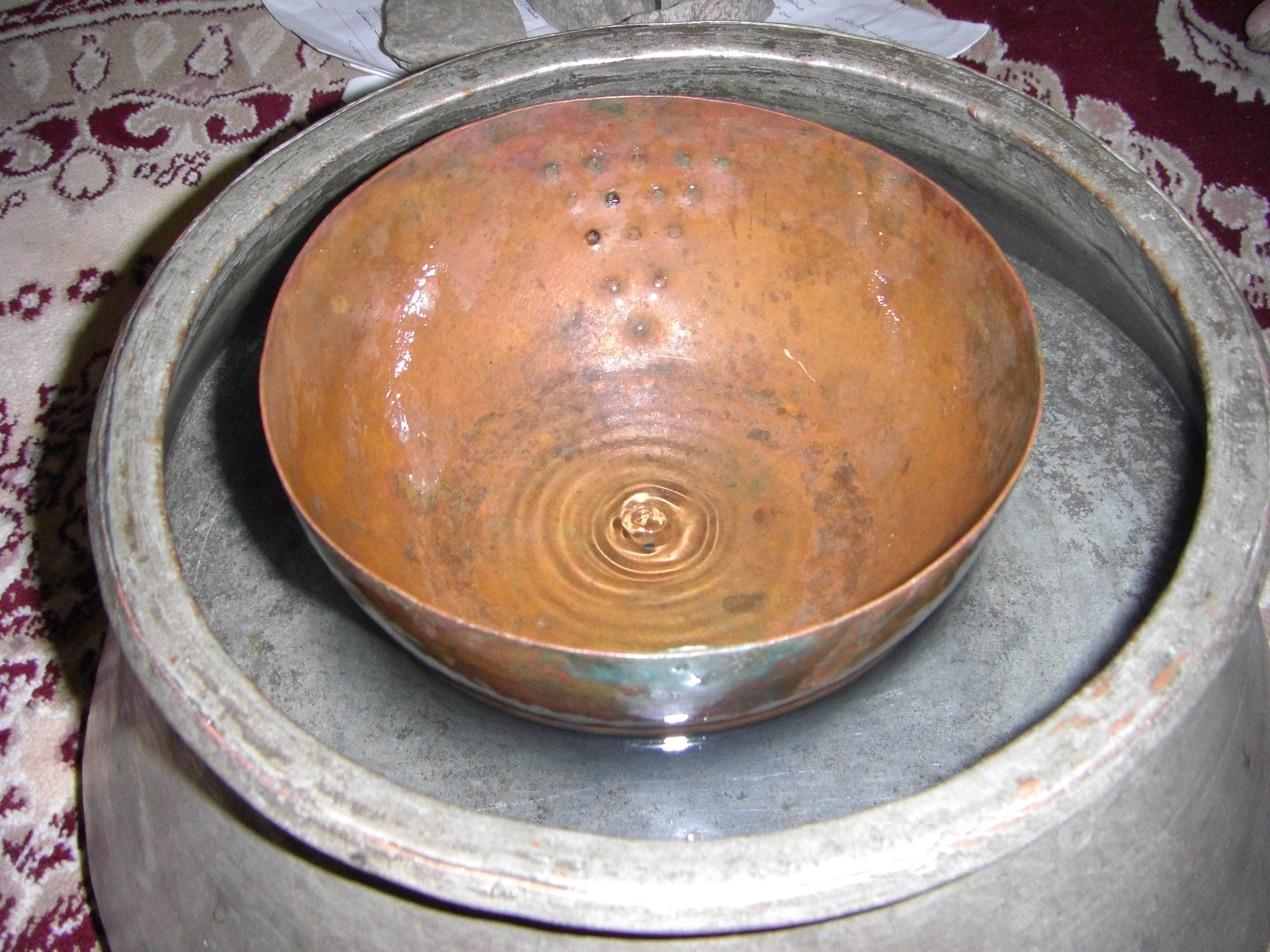
فنجان یا ساعت آبی کاریز زیبد گناباد

## معنی  و تاریخچه تموز

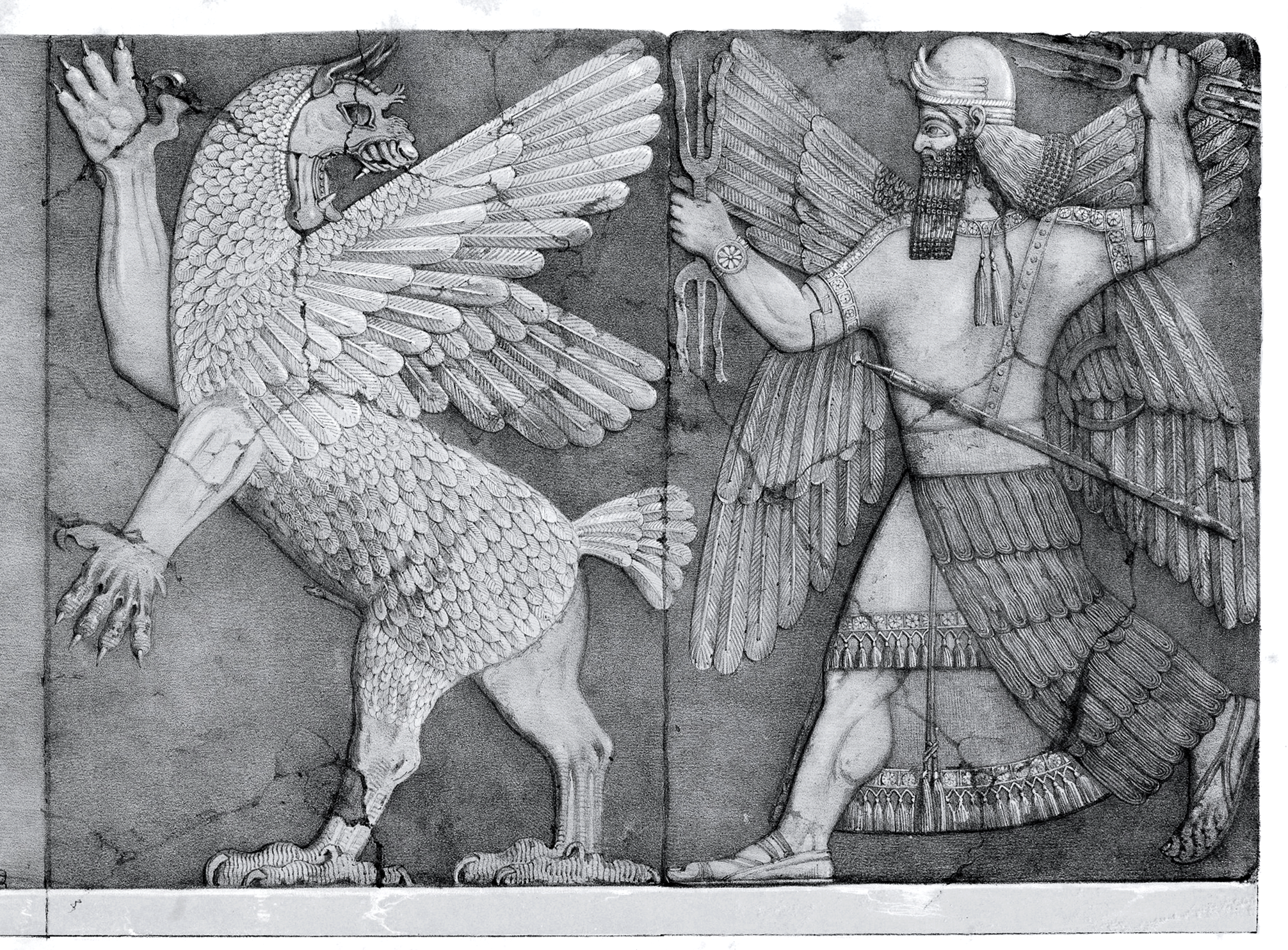
هیولای آشوب و خدای خورشید

تموز معنی‌های گوناگون دارد اما در زبان فارسی ماه چهارم سال و آغاز تابستان است گاهی اوقات به معنای تابستان و گرمای سوزان هم بکار رفته است. تِموْز:(temouz) در گویش مردم خراسان یعنی ماه یکم تابستان که با چله تموز آغاز می شود و بنا بر تقویم گبری و تقویم آسوری، تابستان، صیف، فصل گرما، ماه یکم تابستان، تیرماه، گرمای سخت، زمان بودن خورشید در برج سرطان. نام ماه اول تابستان و ماه دهم از ماه‌های رومیان و ماه پنجم عبری. (فرهنگ معین، فرهنگ دهخدا، پروین گنابادی) در مورد تموز داستان‌ها و افسانه های بسیار زیادی وجود دارد تا کنون دستکم ۶ نظریه گوناگون در مورد آن گفته شده است از خدای مرگ و زندگی تا خدای خورشید تا خدای کشاورزی و حاصلخیزی به تموز نسبت داده شده اما قدیمی ترین نوشته‌ای که در آن تموز بکار رفته نوشته حماسه گیلگمش است و روشن است که تموز در فرهنگ میانرودان شکل گرفته و در دوره های سومری و ایلامی و پارسیان حضور داشته است.

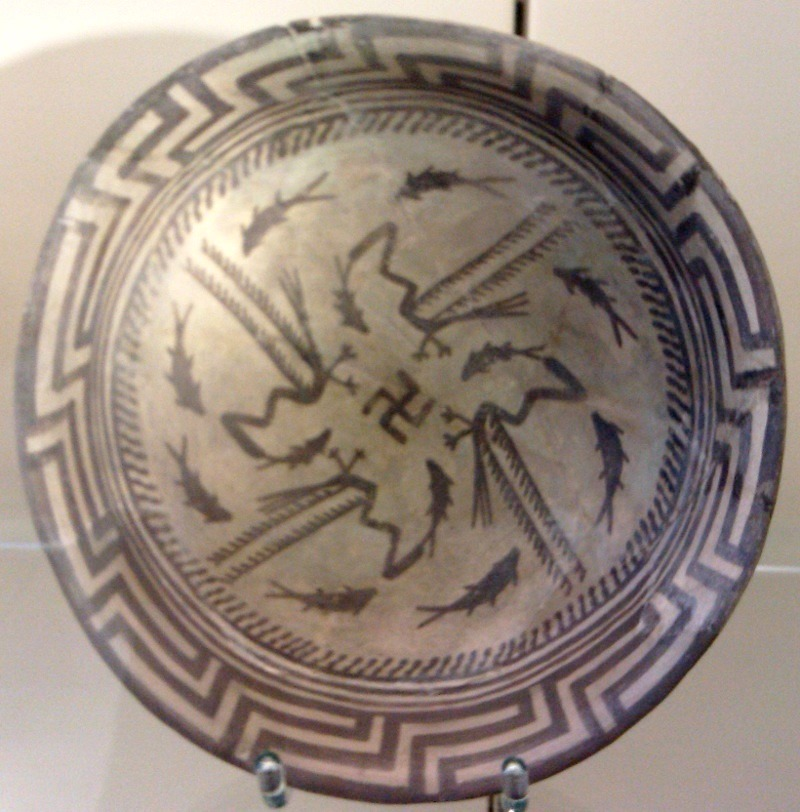
کاسه سامرا متعلق به ۴۰۰۰ سال پیش از میلاد نگهداری شده در موزه پرگامون برلین. نماد سواستیکا در مرکز آن مشخص است.

تموز در فرهنگ سومری، اکدی، کلدانی، پارسی، یهودیت، مسیحیت و حتی دین اسلام هم راه یافته و اگرچه با افسانه های گوناگونی آمیخته است. ابن وحشیه (حدود قرن ۹ تا  ۰میلادی)، اطلاعاتی را درباره تلاش های خود وی برای ادست‌یابیهبه ویت تموز و کیافتنجزئیات کامل افسانه تموز در کتاب دیگری در نبطی اضافه می کند: " در داستنها‌ه گفته شده که تموز را پادشاه برای پرستش هفت (سیاره) و دوازده (نشانه) چندین بار به شیوه ای ظالمانه به قتل رساند  تموز بپساز هر بار دوباره زنده می شود  تا اینکه بالاخره کشته می شود  و این شبیه افسانه سنت جورج. " ابن وحشی همچنین اضافه می کند که تموز قبل از آن در بابل زندگی می کرد و متعلق به قبیله ‌ی باستانی بین النهرین به نام Ganbân بود. او روایت کرده که در حران و بابل هنوز برای کشته شدن تموز هر ژوئیه ابراز تاسف و عزاداری می‌کنند اما مبدا این عبادت از بین رفته بود. در قرن دهم میلادی، الندیم در "کتاب الفهرست" خود نوشت که "همهمندائیان و سائبین  صبائی ها زمان ما، آنهایی که از مداین هستند و همچنین در حران، تا امروز بر سر تموز در جشنواره ای که آنها، به ویژه زنان، در ماهی به همین نام برگزار می کنند، نوحه و گریه می کنند. و زنان از خوردن غذاهای زمینی در طول زمان جشنواره چشم پوشی می کردند.  همین جشنواره در قرن یازدهم توسط ابن اثیر ذکر شده است، که بازگو می کند که هنوز هم هر سال در زمان معین در راستای کرانه دجله برگزار می شود رودخانه.  کیش ایشتار و تموز هنوز در ماردین تا اواخر قرن هجدهم وجود داشت. 

## کاربردهای تموز
1. تموز نام یکی از اسطوره های کهن تموز (اسطوره) در جغرافیای سومر، آشور، بین النهرین و ایلام (تمدن) (خوزستان) بوده است.
2. صابئن، مندائیان، ایزدیان و زرتشتیان نیز تموز را گرامی دارند.
3. فرهنگ معین : (تَ) [ معر. ] (اِ.) 1 - گرمای سخت ، زمان بودن خورشید در برج سرطان . 2 - نام ماه اول تابستان و ماه دهم از ماه های رومیان .
4. تموز اولین ماه تابستان در گاه‌شماری‌های رایج در سوریه، بین‌النهرین، آسیای صغیر و فلسطین از دوران باستان تا به امروز و نام یکی از رب‌النوع‌های سرزمین‌های مذکور است.

تموز (به عبری: תמוז) دهمین ماه از تقویم عبری است. تموز ماهی تابستانی و ۲۹ روزه است.

## جشن نیلوفر
جشن نیلوفر یا جشن تیرگان به چلهٔ تموز و جشن روز اول تموز (چلهٔ تابستان) ارتباط دارد. به روایت ابوریحان بیرونی در آثارالباقیه زمان جشن نیلوفر ششم تیرماه (خردادروز از تیرماه) است. با توجه به شواهد دیگر به نظر می‌رسد که گل نیلوفر از نظر باورهای مردمی با خورشید و احیاناً با میترا/مهر در پیوند بوده باشد. زمان شکوفایی سالانهٔ گل نیلوفر (نیلوفر صحرایی و باغی) و نیز زمان شکوفایی روزانهٔ آن با خورشید هماهنگ است. زمان گل‌دهی آن در چلهٔ تموز (طولانی‌ترین روز) و در روزهای عمودی‌ترین تابش‌های خورشید و زمان شکوفایی روزانهٔ گل نیلوفر نیز همراه با سپیده و طلوع خورشید است و هر روز همراه با بردمیدن خورشید شکوفا می‌شود. این ویژگی‌ها موجب شده بوده که نیلوفر و خورشید را از یک خاستگاه و در پیوند با یکدیگر به‌شمار آورند و گرامی‌داشت نیلوفر را گرامی‌داشت خورشید بدانند. خورشید پرستی از اولین ادیان بشری است و در دوران میترایی به صورت پر و بال یافته و گسترده در رسم‌های ایرانی نفوذ کرده‌است.

## چله تموز در خراسان
خراسان یکی از جایگاهایی است که جشن چله تموز هنوز در آن کم و بیش و البته با ابهام وجود دارد. در تقویم محلی بیرجند و گناباد تموز یا «چله بزرگ» تابستان از اول تیر ماه شروع می‌شود و تا دهم مرداد ماه ادامه می‌یابد و «چله خرد» تابستان از دهم مرداد شروع و تا سی‌ام این ماه ادامه دارد. در جنوب خراسان از اول تیر ماه تا دهم مرداد ماه را «چله تموز»، از دهم مرداد ماه تا آخر این ماه را «چله خرد»، از اول دی‌ماه تا دهم بهمن ماه را «چله کلو»، از دهم بهمن ماه تا آخر این ماه را «چله خرد» می‌گویند. شعر معروف خراسانی:
- نه از شو مو منالم نه از روز  -    نه  از  یلدا  گیله  درم نه  چله  تموز

هموقذِر فهمیُم دِمین ای دنیا  -    که اَسونی بعد سِختی میه هنوز
- نه از شب من گله و ناله دارم و نه از روز- نه از یلدا و نه از تموز. در قدیم روزهای بعد از نوروز را به دو چهل تقسیم می‌کردند چل روز اول که چله معتدل است و چل روز بعد که روزهای گرما است بعد از چله دوم چله تموز شروع می‌شود. که داغ‌ترین روزهای سال است.

## در اشعار پارسی
عمر برَف است و آفتاب تموز * اندکی ماند و خواجه غَرّه هنوز * ای تهی‌دست رفته در بازار * 
ترسمت پُر نیاوری دستار . سعدی*
1. و  فردوسی در چندین جا از تموز سخن گفته است بویژه از می خرما در تموز سخن گفته که مطابق رسوم میانرودان بوده است :

«سخن هرچ گوید، نباشد جز آن ••• بگوید به تموز رنگ خزان» 
1. نبودی تموز ایچ پیدا ز دی * هوا عنبرین بود و بارانش می

به ایوانش یاقوت برده بکار * ز پیروزه کرده برو بر نگار *  همه ساله روشن بهاران بدی 
1. بخندید تموز بر سرخ سیب * همی‌کرد با بار و برگش عتاب *  که آن دسته گل بوقت بهار

- بمستی همی‌داشتی درکنار * همی باد شرم آمد از رنگ اوی  * همی یاد یار آمد از چنگ اوی

1. کردی بشهر مداین درنگ

دلاور سری بود با نام وننگ
- بهار و تموز و زمستان وتیر
- نیاسود هرمز یل شیرگیر
- همی‌گشت گرد جهان سر به سر

همی‌جست در پادشاهی هنر
1. بدو گفت ما می‌زخرما کنیم * به تموز وهنگام گرما کنیم

- کنون هست لختی چو روشن گلاب

به سرخی چو بیجاده در آفتاب
هم آنگه بیاورد جامی نبید
که شد زنگ خورشید زو ناپدید .

## در گیلان
دیلمیان مراسمی در تیرماه دارند که به آن نوروز بل می گویند در زمان قدیم در این فصل کشاورزان توان پرداخت باج و خراج را داشته و می ‌توانستند با فروش محصول خود زندگی‌شان را سامان دهند و از همین ‌رو سال نوی خود را در این زمان برگزار می‌کردند.
در این جشن ۱۰ مرد با کلاه و شولای گالشی به میدان می‌آیند و دورتا دور آتش می‌چرخند و نوازنده‌های محلی موسیقی را با شدت و شور می‌نوازند.

## در یزد
زرتشتیان یزد  ۱۲ تا ۱۶ امرداد ماه  جشنی دارد که آن نیز در پیوند با آخر چله تموز است.

## جشن سر میزان و اعتدال پاییزی
یکی از مهمترین جشنهای سنتی خراسان جشن سَرِ میزو یا جشن اول میزان است. میزان به معنای برابری و اعتدال است. روز اول مهر معمولا شب و روز برابر است و برابری پاییزی نام دارد در مقابل برابری بهار که نوروز نام دارد. به عبارتی روشن تر اول مهر را می توان روز نوروز پاییزی نامید.هر سال در روز اول مهر و اول پاییز زمین در حالت اعتدال و تساوی  پاییزی قرار می‌گیرد. به این معنی که در این زمان طول روز و شب برابر شده و رفته رفته هرچه به سمت زمستان پیش می‌رویم از ارتفاع خورشید در آسمان کاسته و هوا رو به سردی می‌رود.
در قدیم کشاورزان با شروع فصل سرما و پایان چرای علوفه ناچار بودند قوچ و بّز نَر و حتی گاو نر که بیشتر کاربرد پَرواری دارد را سر ببرندبرای اینکه با آغاز زمستان گیاهان و علف کافی برای خوراک نبود و اینها در فصل سرما لاغر می شدند بعلاوه جا برای نگهداری آنها در سرما و یخبندان نبود بناچار چارپایان پرواری ذبح می شدند که به این کار پرواربندی و جشن غلیه کنان می گفتند.  و گوشت آن را سرخ غیمه و کاملا خشک می کردند و نمک می زدند و در کیسه گونی در محلی بلند آویزان می کردند تا در طول پاییز و زمستان از گوشت آن برای خوراک خود استفاده کنند. سایر دام ها برای زاد و ولد نگهداری میشدند و در این فصل موقع جفت گیری نیز به پایان می رسید که دام ها در اوایل بهار نوزاد خود را بدنیا می آوردند. 
- خیزید و خز آرید که هنگام خزانست
- باد خنک از جانب خوارزم وزانست
- آن برگ رزان بین که بر آن شاخ رزانست
- گویی به مثل پیرهن رنگ‌رزانست.منوچهری_ دامغانی(به نقل از مجله دریای پارس 1394 )

در بعضی کشورهای جهان از جمله ژاپن اعتدال پاییزی روز تعطیل رسمی کشور است.